# موزز آپوندو
موزز آپوندو (انگلیسی: Moses Opondo؛ زادهٔ ۲۸ اکتبر ۱۹۹۷) بازیکن فوتبال اهل اوگاندا است.
وی همچنین در تیم ملی فوتبال اوگاندا بازی کرده‌است.

## دوران ملی
در مه ۲۰۱۸، آپوندو برای بازی های دوستانه مقابل نیجر و آفریقای مرکزی به تیم ملی فوتبال اوگاندا دعوت شد. او اولین بازی ملی خود را در ۲ ژوئن ۲۰۱۸ در شکست ۲بر۱ مقابل نیجر انجام داد.